# Вибух смерчів
Поки що не існує єдиного узгодженого визначення, зазвичай більш ніж шість смерчів за день в одному регіоні вважаються вибухом смерчів. Серія послідовних або майже послідовних днів вибухів смерчів називається послідовність вибухів смерчів. Вибухи смерчів зазвичай відбуваються з березня по червень на Великих рівнинах Сполучених Штатів та Канади, на Середньому Заході і на Південному Сході в зоні розмовно згадуваній як Алея торнадо.